# Tatyana Pavlovna Ehrenfest
Tatyana Pavlovna Ehrenfest, posteriormente van Aardenne-Ehrenfest (Viena, Imperio austrohúngaro, 28 de octubre de 1905-Dordrecht, Países Bajos, 29 de noviembre de 1984) fue una matemática neerlandesa. Era hija de Paul Ehrenfest (1880-1933) y Tatiana Afanásieva (1876-1964).
Tatyana Ehrenfest nació en Viena y pasó su infancia en San Petersburgo. En 1912, los Ehrenfest se mudaron a Leiden, donde su padre sucedió a Hendrik Lorentz como profesor en la Universidad de Leiden. Hasta 1917 fue educada en casa, tras lo cual asistió al gimnasio en Leiden, donde aprobó los exámenes finales en 1922. Estudió matemáticas y física en la Universidad de Leiden. En 1928 se trasladó a Gotinga, donde recibió clases de Harald Bohr y Max Born. El 8 de diciembre de 1931 obtuvo su doctorado en Leiden.
Bajo su nombre de casada, Tanja van Aardenne-Ehrenfest, es conocida por sus contribuciones a las sucesiones de De Bruijn, el teorema de la discrepancia y el teorema BEST.